# Coupe CECAFA des nations 1996
Navigation
Ouganda 1995 Rwanda 1999
La Coupe CECAFA des nations 1996 est la vingt-deuxième édition de la Coupe CECAFA des nations qui a eu lieu au Soudan du 17 au 29 novembre 1996. Les nations membres de la CECAFA (Confédération d'Afrique centrale et de l'Est) peuvent s'engager dans la compétition et le pays hôte a le droit d'aligner une équipe réserve en plus de sa sélection nationale.
C'est l'Ouganda qui remporte la compétition en s'imposant en finale face à l'équipe réserve du pays organisateur, le Soudan. L'équipe première se hisse quant à elle sur la troisième marche du podium. C'est le septième titre de champion de la CECAFA de l'histoire de la sélection ougandaise.

## Équipes participantes
- Soudan - Organisateur
- Zanzibar - Tenant du titre
- Soudan B
- Tanzanie
- Kenya
- Rwanda
- Ouganda

## Compétition

### Premier tour

#### Groupe A
| Rang | Équipe   | Pts | J | G | N | P | Bp | Bc | Diff |  | Résultats (▼ dom., ► ext.) |  |     |     |
| ---- | -------- | --- | - | - | - | - | -- | -- | ---- |  | -------------------------- |  | --- | --- |
| 1    | Soudan   | 4   | 2 | 1 | 1 | 0 | 4  | 3  | +1   |  | Soudan                     |  | 1-1 | 3-2 |
| 2    | Ouganda  | 4   | 2 | 1 | 1 | 0 | 2  | 1  | +1   |  | Ouganda                    |  |     | 1-0 |
| 3    | Tanzanie | 0   | 2 | 0 | 0 | 2 | 2  | 4  | -2   |  | Tanzanie                   |  |     |     |

#### Groupe B
| Rang | Équipe    | Pts | J | G | N | P | Bp | Bc | Diff |  | Résultats (▼ dom., ► ext.) |  |     |     |     |
| ---- | --------- | --- | - | - | - | - | -- | -- | ---- |  | -------------------------- |  | --- | --- | --- |
| 1    | Kenya     | 7   | 3 | 2 | 1 | 0 | 3  | 1  | +2   |  | Kenya                      |  | 0-0 | 1-0 | 2-1 |
| 2    | Soudan B  | 4   | 3 | 1 | 1 | 1 | 2  | 2  | 0    |  | Soudan B                   |  |     | 1-2 | 1-0 |
| 3    | ZanzibarT | 4   | 3 | 1 | 1 | 1 | 3  | 3  | 0    |  | ZanzibarT                  |  |     |     | 1-1 |
| 4    | Rwanda    | 1   | 3 | 0 | 1 | 2 | 2  | 4  | -2   |  | Rwanda                     |  |     |     |     |

### Demi-finales
| 27 novembre 1996 | Ouganda | 2 - 0 | Kenya | Al Merreikh Stadium, Khartoum |  |
|                  |         |       |       |                               |  |

| 27 novembre 1996 | Soudan | 1 - 2 | Soudan B | Al Merreikh Stadium, Nairobi |  |
|                  |        |       |          |                              |  |

### Match pour la3eplace
| 29 novembre 1996 | Soudan          | 1 - 1 | Kenya | Al Merreikh Stadium, Nairobi |  |
|                  |                 |       |       |                              |  |
|                  | Tirs au but 5-4 |       |       |                              |  |

### Finale
| 29 novembre 1996 | Ouganda           | 1 - 0 | Soudan B | Al Merreikh Stadium, Nairobi |
|                  | Tenywa 26e (pen.) |       |          |                              |

| Vainqueur Coupe CECAFA 1996 Ouganda 7e titre |

## Sources et liens externes
- (en) Feuilles de matchs et infos sur RSSSF